# خانه قدیری رشت
خانه قدیری رشت که مربوط به دوران پهلوی است، دارای اسکلت و سازه چوبی با سقف لمبه کوبی است.
پوشش خارجی خانه قدیری، سفالی و در و پنجره آن از چوب نراد روسی ساخته شده‌است. این بنا در سال ۱۳۶۷ خورشیدی طعمه حریق شد و بام آن فرو ریخت و در و پنجره‌ها، تزیینات آیینه کاری و گچ بری آن نیز در این آتش‌سوزی آسیب جدی دید.
خانه قدیری در ضلع شرقی سبزه میدان رشت واقع شده‌است. این بنا توسط محمدولی خان تنکابنی سپهدار حکمران گیلان احداث شد و از سال ۱۳۶۹ خورشیدی تا ۱۳۸۱ به عنوان اداره کل میراث استان گیلان مورد استفاده بوده و به شماره ۲۶۸۶ در فهرست آثار ملی کشور به ثبت رسیده‌است.